# Paralaodamia
Paralaodamia is een geslacht van vlinders van de familie snuitmotten (Pyralidae), uit de onderfamilie Phycitinae.

## Soorten
- P. ajbanica Asselbergs, 2008
- P. angustata Balinsky, 1994
- P. difficilis Balinsky, 1994
- P. fraudulenta Balinsky, 1994
- P. grapholithella (Ragonot, 1888)
- P. haploa Balinsky, 1994
- P. modesta Balinsky, 1994
- P. penicillifera Balinsky, 1994
- P. pretoriensis Balinsky, 1994
- P. rivulella (Ragonot, 1888)
- P. serrata Balinsky, 1994
- P. subdivisella (Ragonot, 1893)
- P. subligaculata Balinsky, 1994
- P. transvaalica Balinsky, 1994